# Angela McLean (biologiste)
Angela Ruth McLean (né le 31 mai 1961) , est professeur de biologie mathématique au Département de zoologie de l'Université d'Oxford et conseiller scientifique en chef du ministère de la Défense ,.

## Jeunesse et éducation
McLean est née le 31 mai 1961 à Kingston, en Jamaïque, fille d'Elizabeth et Andre McLean . Elle fait ses études à la Mary Datchelor Girls' School, Camberwell, Londres, puis étudie pour un BA en mathématiques au Somerville College, Oxford, et obtenu son diplôme en 1982. En 1986, elle obtient son doctorat en biomathématiques à l'Imperial College de Londres ,.

## Carrière et recherche
En 1990, McLean devient membre de la Royal Society Research Fellow à Oxford et est détaché pendant un certain temps à l'Institut Pasteur de Paris . Elle devient ensuite responsable de la biologie mathématique à l'Institut de recherche sur la biotechnologie et les sciences biologiques pour la santé animale et, en 1994, professeur de biologie mathématique au département de zoologie d'Oxford .
En 2005, McLean est également devenu directeur de l'Institute for Emerging Infections of Humans de la James Martin 21st Century School et, en 2008, chercheur principal en sciences théoriques de la vie au All Souls College d'Oxford.
En 2019, elle est nommée conseillère scientifique en chef du ministère de la Défense, la première femme à être nommée à ce poste,.
Pendant la pandémie de COVID-19 en 2020, elle contribue à certaines des conférences de presse du gouvernement .
En 2009, elle devient membre de la Royal Society . En 2011, elle reçoit la Médaille Gabor de la Royal Society , en 2018, elle est faite Dame de l'Ordre de l'Empire britannique (DBE), dans les honneurs d'anniversaire 2018 et reçoit le Prix commémoratif Weldon .